# Love Streams - Scia d'amore
Love Streams - Scia d'amore (Love Streams) è un film del 1984, diretto dal regista John Cassavetes.

## Trama
Accomunati nei rispettivi disastrosi fallimenti matrimoniali, Sarah e Robert, sorella e fratello, ne sono usciti in modo alquanto diverso. Lui, autore erotico di successo, col pretesto di raccogliere materiale per i suoi scritti, conduce un'esistenza permanentemente ai confini della dissolutezza e della dissipatezza. La sua lussuosa villa californiana è divenuta un gineceo, dove otto splendide giovani celebrano con lui i più fantasiosi rituali di un amore libero e sfrenato. I locali più trasgressivi sono il teatro delle sue battute in un'ossessiva ricerca del piacere, e la soddisfazione delle curiosità più lubriche, generosamente retribuite con lauti assegni. Il mal di vivere della sorella Sarah si è, invece tradotto, in un perenne entrare ed uscire da cliniche e studi psichiatrici, a causa di scompensi comportamentali tanto drammatizzati da apparire esibiti; una richiesta dì aiuto rivolta all'esterno. Ma a causa di ciò, le è stato negato l'affidamento della figlia Debbie, dopo il divorzio dall'architetto Jack Lawson.
In questa situazione, dopo aver inutilmente tentato un nuovo inizio, con un viaggio in Europa ed avere investito con l'auto, marito e figlia, rei di averla nuovamente respinta, in una delle sue frequenti allucinazioni ad occhi aperti, improvvisamente si presenta alla porta del fratello, insieme a due taxi, ricolmi di vestigia del passato. Anche Robert si trova alle prese col tentativo di riannodare i fili della sua esistenza, sotto la forma del figlioletto Albie, otto anni, a suo tempo abbandonato subito dopo la nascita. Per dare una parvenza di verità al suo impegno, ha svuotato il gineceo della sua compagnia femminile, con una generosa buonuscita. Ma poi non ha trovato di meglio che accompagnare il figlio a Las Vegas, lasciarlo per tutta la notte solo in una stanza d'albergo, per ripresentarsi il mattino in taxi, ubriaco e accompagnato da un paio di rumorose e divertite “squillo”. Albie è voluto tornare a casa, dove Robert è stato congedato dal patrigno del ragazzo a suon di legnate, che lo hanno fatto ruzzolare dalle scale. .
Sarah, legata a Robert da un profondo, ricambiato, rapporto d'amore, forse l'unico della vicenda, sbriglia la sua fertile fantasia nella creazione di un habitat favorevole ad un nuovo inizio delle loro esistenze. Non trova di meglio che piombargli in casa con due taxi stipati di animali: due pony, una capra, oche, galline, pappagallo ed un delizioso, quanto ingombrante cane di nome Jim. Alla reazione sconcertata del fratello risponde crollando priva di sensi a terra. Incubi ed allucinazioni affollano la sua mente. Prima, si vede truccata da clown mentre, ai bordi di una piscina cerca, senza successo, di divertire il marito e la figlia con attrazioni varie. Poi, il delirio esplode in un musical affollato dei personaggi della sua esistenza, tra i quali, ancora una volta Debbie e Jack, che si conclude con una riappacificazione. Nel frattempo, Robert ha avventurosamente parcheggiato all'interno dell'abitazione lo zoo della sorella, sottraendolo ad una violenta tempesta.
La rappresentazione ha esercitato un effetto terapeutico su Sarah. Ha telefonato a Ken di venire subito a prenderla. Si erano conosciuti in un bowling. L'aveva soccorsa a seguito di un ruzzolone sulla pista e con lui si era stabilita un'affettuosa intesa istintiva. Mentre Robert è in attesa, un perfetto sconosciuto suona alla porta; seduto di fronte a lui, lo osserva silenzioso. Poi, dalla finestra, sventolando il cappellaccio di paglia, utilizzato per sottrarre il suo zoo alla furia degli elementi, saluta l'ennesimo corteo di taxi che porta via Sarah.

## Produzione
Nel 1981 Cassavetes si volge al teatro, sua prima passione (ventenne, aveva seguito i corsi di recitazione e regia presso la American Academy of Dramatic Arts). Produce e dirige l'allestimento di tre lavori, in un piccolo teatro di Hollywood “da novanta posti, dalla pianta strana”. Come ha sempre fatto, finanzia le operazioni cui è interessato, prestando il proprio volto per film diretti da altri, non sempre di eccelso livello.: La tempesta, Di chi è la mia vita? e Incubus - Il potere del male, tutti del 1982. Dopo Knives, un dramma giudiziario interpretato da Peter Falk, su un soggetto dello stesso regista, e The Third Day Comes che interpreta con la moglie Gena, Cassavetes mette dunque in scena Love Streams, un testo di Ted Allan, che per la circostanza, accetta di modificarlo in collaborazione col regista. Il lavoro, di “grande potenza drammatica...con lo stile di regia fortemente stilizzato, eppure realistico che John aveva scelto di usare su quel palcoscenico a forma di schermo panoramico”, interpretato ancora da Gena Rowlands, con un Jon Voight particolarmente ispirato, suscita l'interesse di Menahem Golan, capo della Cannon che accarezza l'idea di produrne l'adattamento cinematografico.
Anche nel film, il ruolo del protagonista maschile, avrebbe dovuto essere interpretato da Voight, ma le sue eccessive pretese in materia di direzione artistica portarono ad un insanabile dissidio con Cassavetes che, a pochi giorni dall'avvio delle riprese, si vide costretto ad assumere la parte. Ciò, benché proprio in quel periodo cominciassero a manifestarsi i sintomi della cirrosi epatica che, di lì a qualche anno, lo avrebbe ucciso. Il regista e critico cinematografico Peter Bogdanovich, grande amico di Cassavetes, che lo aveva invitato sul set col pretesto di ottenerne qualche suggerimento, ma in realtà per aiutarlo a superare l'acuta depressione che lo aveva colto dall'assassinio, nel 1980, della fidanzata Dorothy Stratten, descrive così l'aspetto del regista durante le riprese:”...mentre il resto del corpo si disseccava, il ventre gli sporgeva come quello di una donna all'ottavo mese.”
Con “autoironia” ed in coerenza con il “pauperismo produttivo”, che lo aveva sempre caratterizzato, Cassavetes volle ambientare il film, uno dei pochi girati a Los Angeles, nella sua abitazione di Woodrow Wilson Drive.

## Critica
In una veste formale più curata e patinata degli altri suoi film, Cassavetes prosegue, con sincerità, coi suoi tempi dilatati, con gli “...immancabili umori grotteschi che lo percorrono da cima a fondo “, il discorso sul malessere esistenziale, tornando ad affrontare molti dei temi a lui cari – dalla malattia mentale, all'alcolismo – affidati a personaggi che si pongono in contiguità e continuità con quelli interpretati da lui e la moglie nei film precedenti Un ulteriore passo nella “antropologia dell'eccesso cara al regista;... verso il cinema della differenza che (lo) distingue da qualsiasi altro autore".

## Riconoscimenti
- 1984 - Festival di Berlino
  - Orso d'oro
  - Premio FIPRESCI